# Westliche Hakennasennatter
Die Westliche Hakennasennatter (Heterodon nasicus), auch Westliche Hakennatter, ist eine Trugnatter aus der Familie der Nattern (Colubridae), wo sie zur Unterfamilie der Dipsadinae gestellt wird. Ihr Verbreitungsgebiet liegt in Nordamerika und im Norden Mexikos.
Die beiden früheren Unterarten H. n. gloydi und H. n. kennerlyi werden inzwischen innerhalb der Gattung als eigenständige Arten Heterodon gloydi und Heterodon kennerlyi geführt.

## Beschreibung
Hakennasennattern erreichen im Regelfall eine Körperlänge von 45–60 cm, maximal 90 cm. Es liegt ein ausgeprägter Sexualdimorphismus vor; die Weibchen sind größer und wesentlich schwerer als die männlichen Tiere. Beide Geschlechter erreichen in Gefangenschaft ein Alter von 15 bis 18 Jahren. Ihre Paarungszeit liegt im Frühjahr zwischen März und Mai.

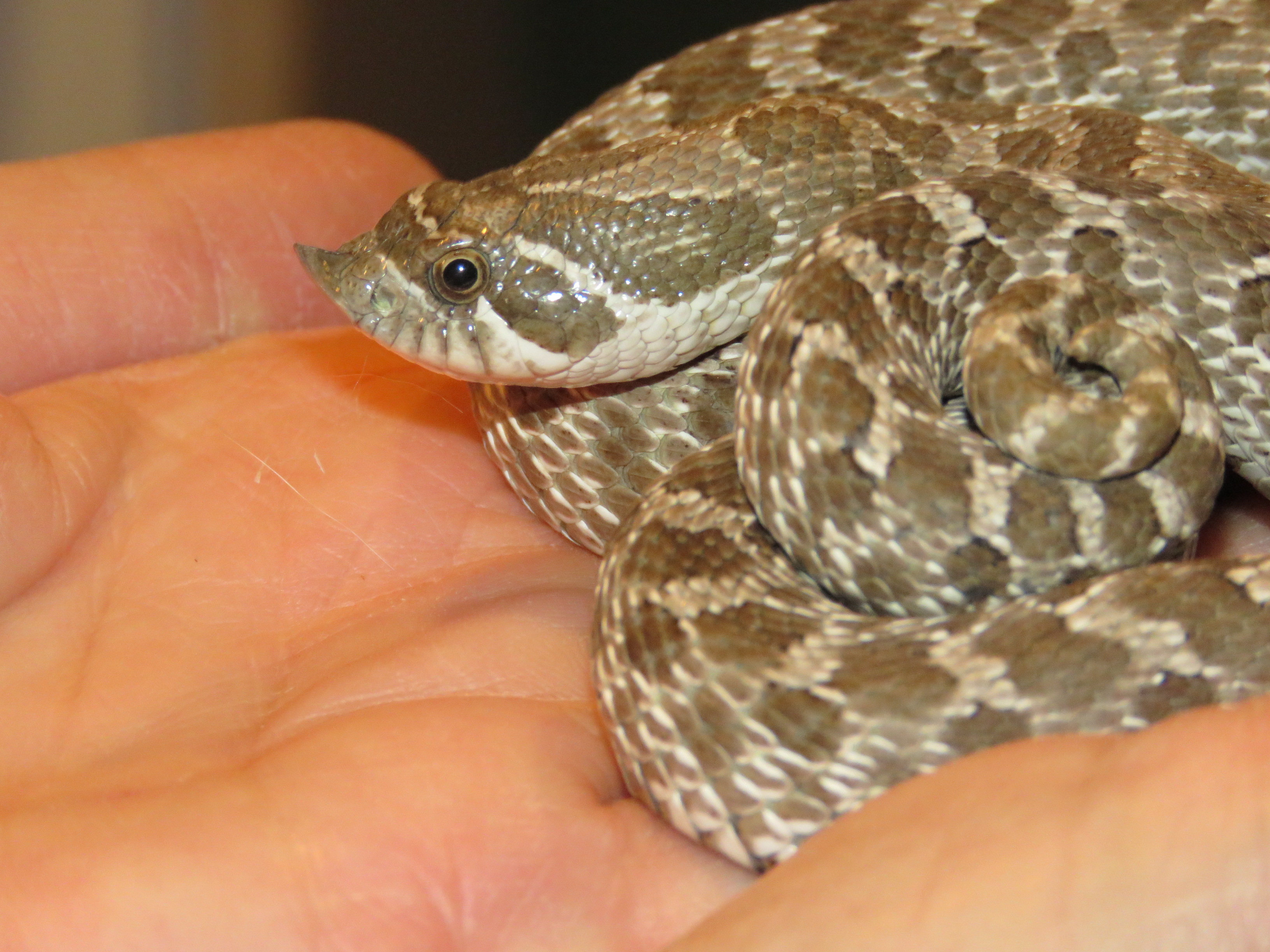
Kopf mit dem Scutum rostrale

Die Westliche Hakennasennatter ist tagaktiv. Ihren Namen hat sie von ihrem haken- bzw. schnauzenförmig modifiziertem Scutum rostrale, das sie beim Graben unterstützt.

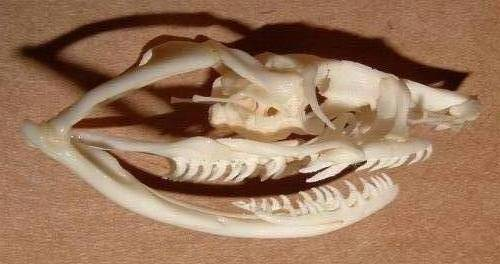
Schädel der Westlichen Hakennasennatter mit opistoglyphen Giftzähnen

Heterodon nasicus verfügt über hinten gefurchte (opistoglyphe) Giftzähne im hinteren Teil des Oberkiefers. In der Regel geht von dieser Schlange jedoch keine Gefahr für den Menschen aus. Ihr Gift, welches zu den Speichelgiften zählt, müsste über längere Zeit einmassiert werden, um beim Menschen seine Wirkung zu entfalten. Die Giftwirkung ist bei gesunden, erwachsenen Menschen vernachlässigbar, bei Allergikern ist jedoch Vorsicht angebracht. Insgesamt werden Menschen nur äußerst selten gebissen, da die Art keinen Verteidigungsbiss kennt und Bissunfälle daher nur bei Fütterungsversuchen erfolgen. Es wird vermutet, dass das Gift der Hakennasennattern eine neurotoxische Wirkung bei Amphibien besitzt. Die vergrößerten Zähne dienen wahrscheinlich dem „Aufstechen“ von Kröten oder Fröschen, die sich zur Verteidigung oft aufblasen. Sie stellen die Hauptbeutetiere dar und der Fressvorgang wird dadurch stark vereinfacht.

## Verteidigungsverhalten
Hakennasennattern verfügen über ein beeindruckendes Verteidigungsverhalten. Fühlt sie sich bedroht, spreizt sie zunächst den Hals, der zum Zustoßen s-förmig gebogen wird. Dank des Musters auf ihrem Körper ähnelt sie hierbei einer Unterart der Westlichen Zwergklapperschlange (Sistrurus miliarus streckeri), die im gleichen Verbreitungsgebiet vorkommt (Bates’sche Mimikry). Außerdem werden Scheinangriffe mit geschlossenem Maul durchgeführt. Zeigt sich ein Angreifer davon unbeeindruckt, dreht sie sich auf den Rücken und lässt über ihr Scutum anale eine faulig riechende, milchig weiße Flüssigkeit austreten. Zudem kann sie durch absichtliche Ruptur von kleineren Blutgefäßen aus dem Mund bluten. Durch dieses Totstellen verwirrt sie Raubtiere und stellt sich selbst als ungenießbar dar.